# Pfarrkirche Albrechtsberg

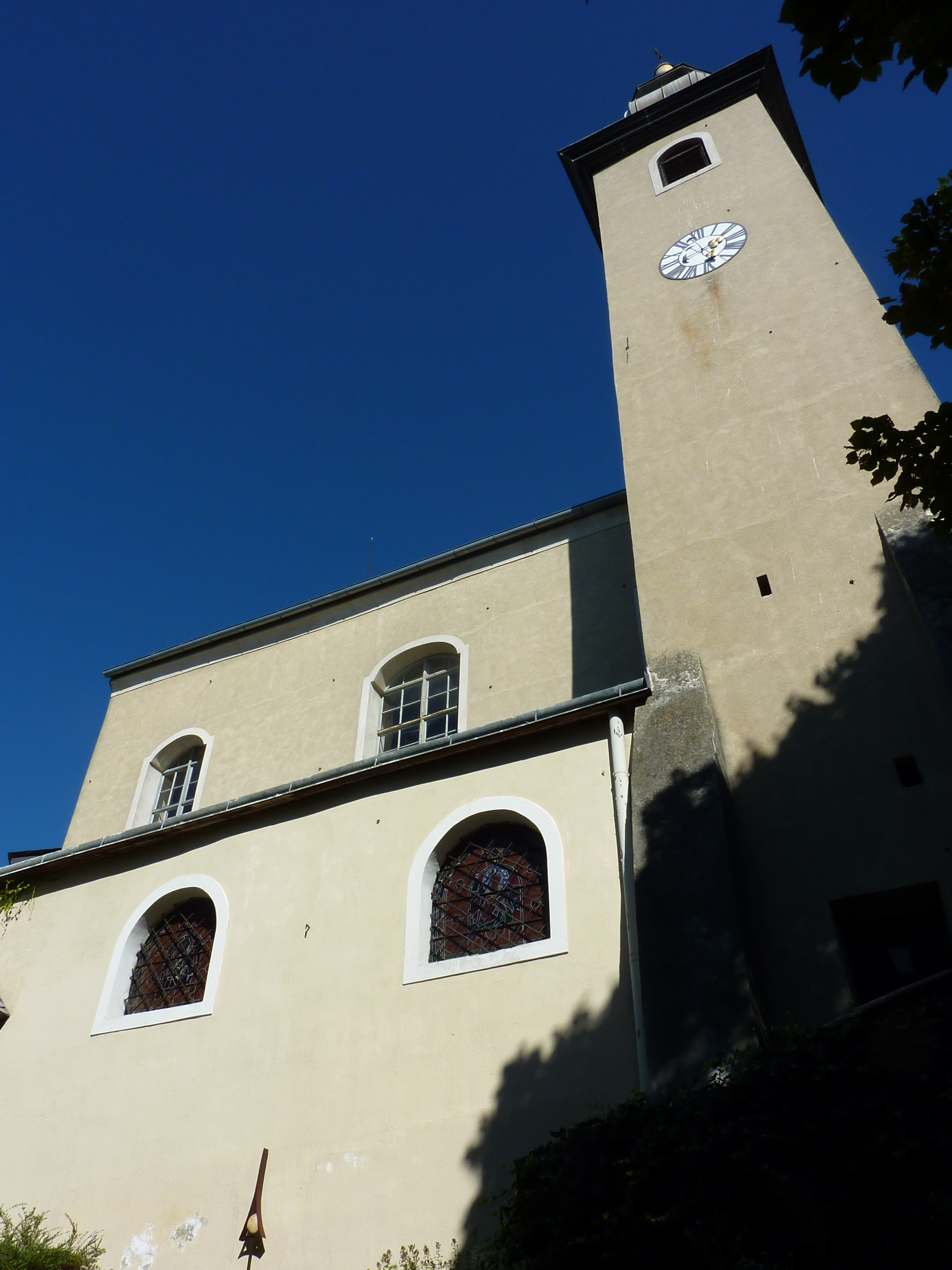
Pfarrkirche Albrechtsberg

Die Pfarrkirche Albrechtsberg steht innerhalb der Wehrmauern der Burg Albrechtsberg in der Marktgemeinde Albrechtsberg an der Großen Krems im Bezirk Krems-Land in Niederösterreich. Die dem Fest Mariä Himmelfahrt geweihte römisch-katholische Pfarrkirche gehört zum Dekanat Spitz der Diözese St. Pölten. Die Kirche steht unter Denkmalschutz (Listeneintrag).

## Geschichte
Die Kirche wird 1236 als Vikariat von Meisling erwähnt. Sie ist vermutlich eine Gründung der Herren von Anschau-Starhemberg. Um 1380 war sie Lehenspfarre unter den Herren von Neidegg. Der Turm des ursprünglich gotischen Gotteshauses wurde 1715 erneuert. Von 1765 bis 1770 erfolgte eine vollständige barocke Ummantelung und die Schleifung des gotischen Baus. Als Baumeister wird Matthias Munggenast genannt.

## Äußeres

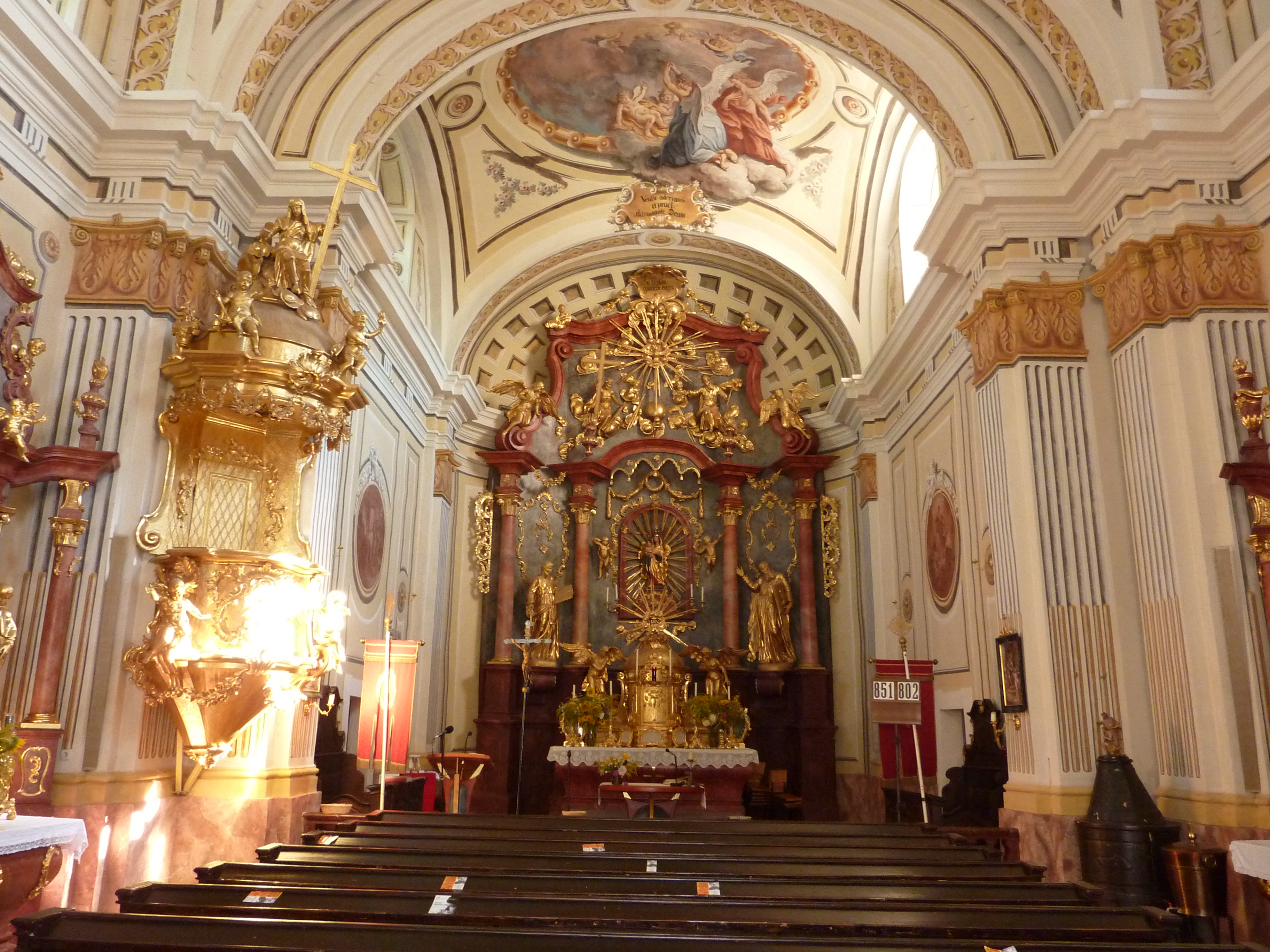
Blick auf den Hochaltar

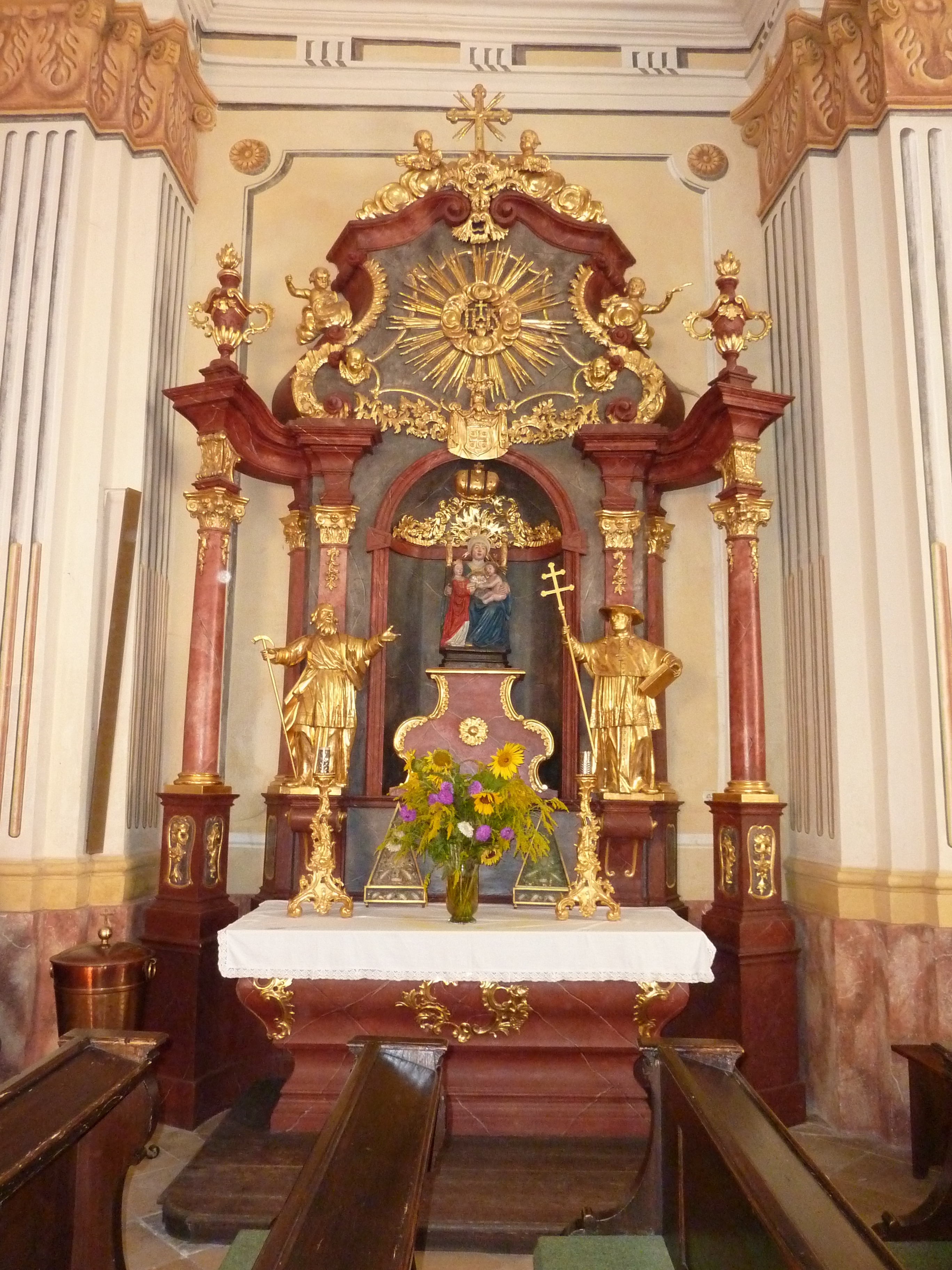
Rechter Seitenaltar

Das Langhaus zeigt hohe und glatte Fronten mit Lünettenfenstern. Der Chor mit korbbogenförmigem Triumphbogen ist leicht eingezogen. im Osten liegt ein ehemaliger Gruftabgang, bezeichnet mit 1825, im Süden die Sakristei sowie ein Zwiebelturm mit geböschten Stützmauern. Im Außenbereich sind Inschrifttafeln von Michael Rosenkranz (1793) und Elisabeth von Peuckham zu Albrechtsberg (1591) zu sehen sowie der Grabstein des Erasmus von Peuckham mit einem monumentalen Relief eines knienden Ritters (1541), der Grabstein des Priesters Thaman Hold mit einem reliefierten Kelch (1462), eine graue Platte mit eingeritztem Kreuz auf dreieckigem Sockel (vermutlich 14. Jahrhundert) und ein verwitterter Stein mit zwei Wappenreliefs.

## Inneres

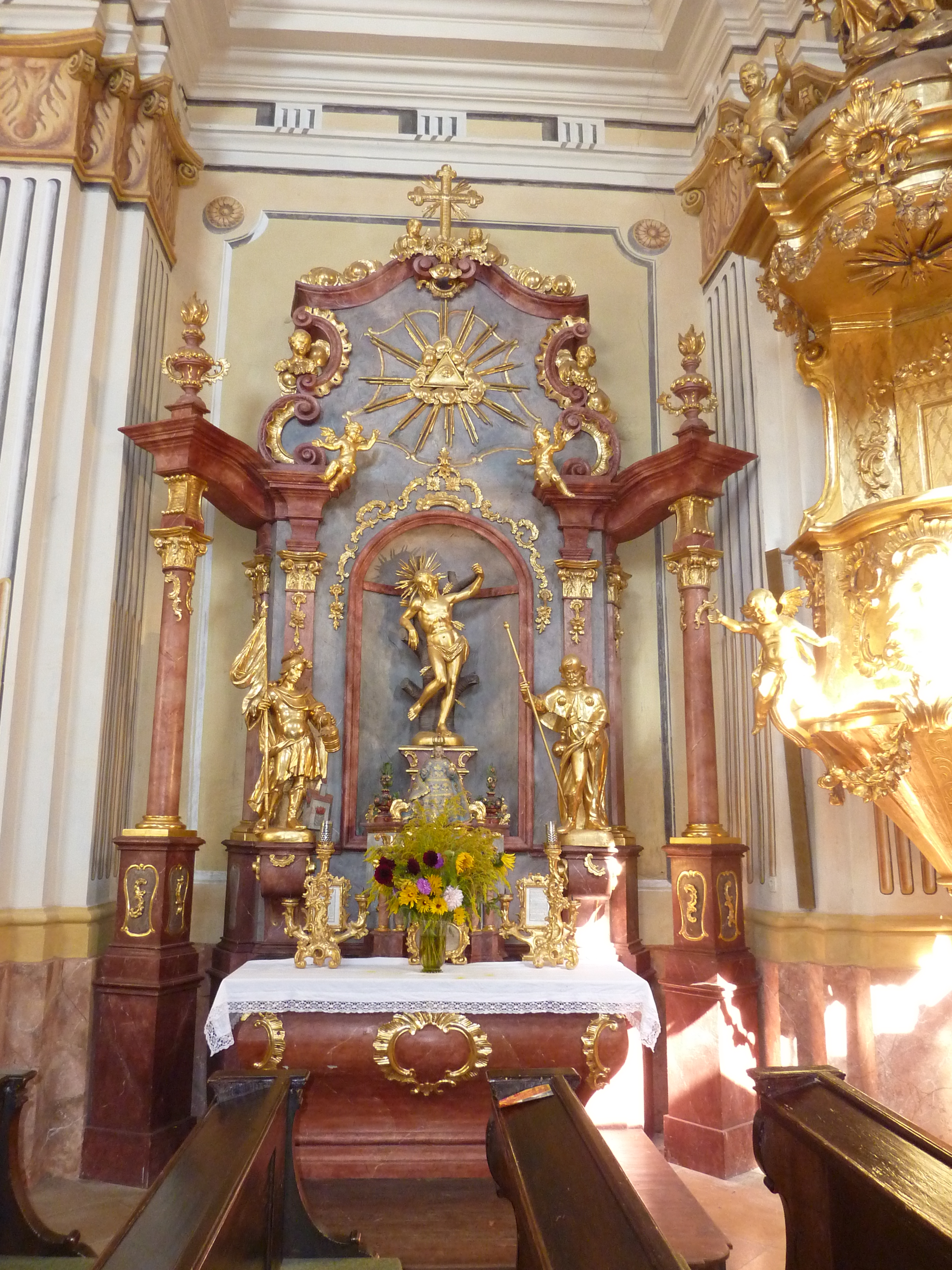
Linker Seitenaltar

Das Langhaus ist ein dreijochiger Saalraum mit Platzlgewölben, die auf pilastergegliederten, kannelürten Wandpfeilern mit verkröpftem Gebälk ruhen. Eine zweigeschoßige Empore mit Kreuzgratgewölben auf zwei Pfeilern erhebt sich im Westjoch. Das Obergeschoß ist geschlossen und durch Putzfelder gegliedert.
Im Süden befindet sich eine zweijochige, spätgotische Kapelle mit einem Kreuzrippengewölbe auf Konsolen mit Wappenschlusssteinen. In der Kapelle befinden sich eine mit 1910 datierte Glasmalerei des hl. Antonius und ein barocker Leuchter.
Der korbbogige Triumphbogen ist leicht eingezogen. Der einjochige Chor hat ein Platzlgewölbe mit einer Korbbogenapsis. Die Sakristei ist mit einer Hängekuppel überwölbt.
Die Wand- und Deckenmalereien wurden 1798 von Josef Fürst geschaffen, unter anderen die Darstellung der Geburt Christi, der Verkündigung, der Anbetungen des Allerheiligsten, zweier musizierender Engel über der Empore und zwei Medaillons mit der Geburt und Himmelfahrt Marias seitlich im Chor.

## Ausstattung
Altäre und Kanzel wurden 1799 von Antonio Carcon geschaffen. Kanzel und Seitenaltäre wurden 1987 restauriert.
Der Hochaltar mit einem in die Apsiskonche eingefassten Doppelsäulenretabel ist mit einem wuchtigen Volutenauszug sowie mit vergoldetem Rocaille- und Zopfdekor ausgeführt. In der Mitte steht unter einem Baldachin eine spätgotische Maria mit Kind aus der zweiten Hälfte des 15. Jahrhunderts, daneben Statuen der Heiligen Petrus und Paulus sowie im Auszug ein Bild mit der Heiligen Dreifaltigkeit in einer Strahlenglorie. Der Altar hat ein prunkvolles Tabernakel, adorierende Engel auf den Seitenvoluten, barocke Leuchter und Reliquienständer.
Beide Seitenaltäre sind mit pilastergegliederten Retabel mit seitlich freistehenden Säulen und Gebälk sowie mit geschweiften Auszügen ausgeführt. Am linken Seitenaltar befinden sich Statuen der Heiligen Florian, Sebastian und Rochus, auf dem Tabernakel ein Prager Jesulein sowie barocke Reliquienbehälter mit Leuchtern; rechts Statuen eines männlichen Heiligen mit Stab und des Karl Borromäus sowie barocke Leuchter.
Der Korb der Kanzel verfügt über Girlanden und ein Relief der Taufe Christi. Auf Voluten sind zwei Puttenfiguren zu sehen; auf dem mächtigen Schalldeckel eine allegorische Statue mit Attributen der christlichen Tugenden.
Die Orgel im Gehäuse aus 1726 wurde 1985 erneuert. Das spätbarocke Gehäuse von 1782 mit Akanthusblattdekor und Putten wurde erhalten.
Eines der ältesten Kunstwerke der Kirche ist die Figurengruppe Anna selbdritt aus der Zeit um 1520. Aus dem 19. Jahrhundert stammen eine Krippe mit kleinen Wachsfiguren und ein Vortragekruzifix; Kommunionsgitter, Bänke, Chorgestühl und Beichtstuhl aus der zweiten Hälfte des 18. Jahrhunderts. Ebenfalls in der zweiten Hälfte des 18. Jahrhunderts wurde das Taufbecken geschaffen, welches am Deckel eine kleinfigurige Gruppe Taufe Christi zeigt.
Im südlichen Sakristeifenster befindet sich ein um 1370/1380 angefertigtes Glasfenster in mittelalterlicher, jedoch stark ausgeflickter Verbleiung.
Zur weiteren Ausstattung zählen ein spätgotischer Opferstock, ein Grabstein von 1695 mit drei zart reliefierten Wappen und Putten sowie eine Inschriftenplatte von 1635.
Die Kirche verfügt über zwei Glocken. Eine wurde 1594 gegossen, die zweite 1737 von Ferdinand Drackh.